# Clã Hannay
O Clã Hannay é um clã escocês da região das Terras Baixas, Escócia.
O atual chefe é David R. Hannay.